# Neosarmydus malayanus
Neosarmydus malayanus là một loài bọ cánh cứng trong họ Cerambycidae.